# Hruszyne (obwód połtawski)
Hruszyne (ukr. Грушине) – wieś na Ukrainie, w obwodzie połtawskim, w rejonie łubieńskim. W 2001 liczyła 428 mieszkańców, wśród których 415 jako ojczysty język wskazało ukraiński, a 12 rosyjski.